# Тенисон (Индијана)
Тенисон (енгл. Tennyson) град је у америчкој савезној држави Индијана.

## Демографија
По попису из 2010. године број становника је 279, што је 11 (-3,8%) становника мање него 2000. године.
| Група             | 2000.       | 2010.       |
| Белци             | 286 (98,6%) | 272 (97,5%) |
| Афроамериканци    | 1 (0,3%)    | 1 (0,4%)    |
| Азијати           | 0 (0,0%)    | 0 (0,0%)    |
| Хиспаноамериканци | 1 (0,3%)    | 6 (2,2%)    |
| Укупно            | 290         | 279         |